# Sawwa Brodski

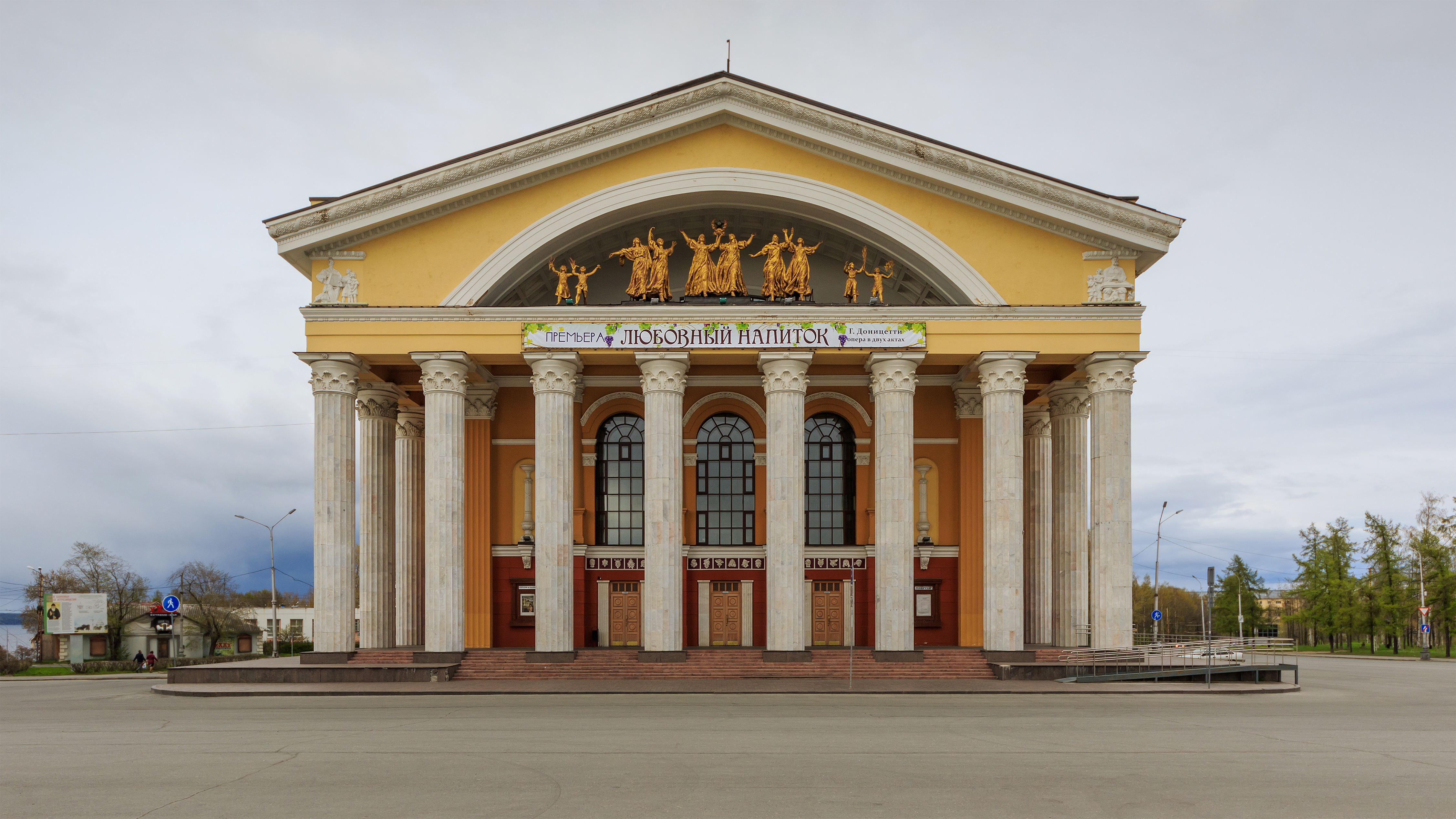
Teatr Muzyczny w Pietrozawodsku, zaprojektowany przez S. Brodzkiego w 1955

Sawwa Grigorjewicz Brodski (ros. Савва Григорьевич Бродский, ur. 29 stycznia 1923 w Homlu, zm. 20 listopada 1982 w Moskwie) – rosyjski malarz, poeta, architekt i rzeźbiarz, ilustrator książek.

## Życiorys
W latach 1938–1941 uczył się w średniej szkole artystycznej w Leningradzie. W roku 1941 rozpoczął studia w Moskiewskim Instytucie Architektury.
Po dyplomie rozpoczął pracę w biurze projektów „GiProTeatr”, gdzie zaprojektował dwa budynki teatralne w Pietrozawodsku oraz dom-muzeum Aleksandra Grina w Teodozji na Krymie.
Od początku lat 60. zajmował się w coraz większym stopniu grafiką książkową. Ilustrował dzieła Teodora Dreisera, Prospera Mériméego, Guy de Maupassanta, Romain Rollanda, Roberta L. Stevensona, Gustawa Flauberta i Stefana Zweiga.
Jedną z bardziej znanych jego prac jest zbiór ilustracji do radzieckiego wydania Don Kichota Miguela de Cervantesa (1975). Część z nich wykorzystano w książeczce i na okładce płyty „Legenda” polskiej grupy muzycznej Armia
Pochowany na Cmentarzu Wagańkowskim w Moskwie.